# Bron Breakker
Bronson Rechsteiner (Woodstock, 24 de outubro de 1997) é um lutador profissional americano e ex-jogador de futebol americano. Atualmente, ele trabalha na WWE, onde atua na marca Raw sob o nome de ringue Bron Breakker. Ele foi duas vezes campeão do NXT, uma vez campeão de duplas do NXT e duas vezes campeão intercontinental. Um lutador profissional de segunda geração, Rechsteiner é filho de Rick Steiner e sobrinho de Scott Steiner (que atuaram juntos como Steiner Brothers).

## Início de vida
Rechsteiner nasceu em Woodstock, Geórgia. Ele frequentou a Etowah High School em Woodstock, onde jogou futebol americano, ganhando cartas em três anos. Ele também participou de luta livre, vencendo o Campeonato Estadual Georgia Class AAAAAA (classe de peso de 220 lb) em 2016. Rechsteiner passou a estudar na Universidade Estadual de Kennesaw da Geórgia, com especialização em justiça criminal, onde jogou pelo Kennesaw State Owls. Como calouro em 2016, ele jogou equipes especiais e defesa. Em 2017, ele se mudou para o ataque como running back. Em abril de 2020, Rechsteiner foi contratado pelo Baltimore Ravens como um fullback agente livre não draftado. Ele foi libertado em agosto de 2020.

## Carreira na luta profissional
Rechsteiner estreou na luta livre profissional em 8 de outubro de 2020 em Ringgold, Geórgia, no evento "WrestleJam 8" promovido pela AWF/WOW, derrotando Jamie Hall.
Em fevereiro de 2021, a WWE anunciou que havia assinado um contrato com Rechsteiner. Mais tarde naquele mês, ele foi designado para treinar no WWE Performance Center em Orlando, Flórida. No pay-per-view WrestleMania Backlash em 16 de maio de 2021, Rechsteiner e vários outros lutadores retrataram "zumbis" em uma luta lumberjack entre Damian Priest e The Miz.
Rechsteiner teve sua primeira luta pela WWE no episódio de 14 de setembro do NXT sob o nome de ringue "Bron Breakker", derrotando LA Knight; mais tarde ele teve um confronto com o novo Campeão do NXT Tommaso Ciampa. Breakker desafiou sem sucesso Ciampa pelo título no especial de televisão Halloween Havoc em 26 de outubro. Em novembro de 2021, Breakker participou da turnê da WWE no Reino Unido. Em 5 de dezembro no WarGames, Breakker se uniu a Carmelo Hayes, Grayson Waller e Tony D'Angelo (como "Equipe 2.0") para derrotar Ciampa, Knight, Johnny Gargano e Pete Dunne ("Equipe Black & Gold") em uma luta WarGames, com Breakker fazendo pin em Ciampa.
No New Year's Evil em 4 de janeiro de 2022, Breakker derrotou Ciampa por submissão para ganhar o Campeonato do NXT. Breakker fez sua estreia no elenco principal em 7 de março de 2022 no episódio do Raw, em parceria com Ciampa para derrotar Dolph Ziggler e Robert Roode em uma luta de duplas. No Roadblock no dia seguinte, Breakker defendeu o Campeonato do NXT contra Ciampa e Ziggler em uma luta triple threat, com Ziggler fazendo o pin em Ciampa para terminar o reinado de Breakker em 63 dias. Em 1 de abril de 2022, Breakker introduziu seu pai e tio no Hall da Fama da WWE; na noite seguinte no Stand & Deliver, ele desafiou Ziggler, mas não conseguiu recuperar o cinturão. No Raw de 4 de abril, Breakker derrotou Ziggler para começar seu segundo reinado como Campeão do NXT. Breakker posteriormente começou a rivalizar com Joe Gacy depois que Gacy sequestrou Rick Steiner.

## Estilo e personalidade de luta livre profissional
Breakker luta em um estilo "powerhouse". Seus movimentos de finalização são uma camel clutch apelidada de Steiner Recliner, um movimento adotado de seu tio Scott Steiner, e um gorila press powerslam.

## Campeonatos e conquistas
- ESPN
  - ESPN o colocou como #6º dos 30 melhores lutadores profissionais com menos de 30 anos em 2023[23]

- Pro Wrestling Illustrated
  - PWI o colocou na #26ª posição dos 500 melhores lutadores individuais em 2024

- Wrestling Observer Newsletter
  - Rookie of the Year (Novato do Ano) (2022)[24]

- WWE
  - Dusty Rhodes Tag Team Classic Masculino (2024) – com Baron Corbin[25]
  - Campeonato do NXT (2 vezes)[26]
  - Campeonato de Duplas do NXT (1 vez) – com Baron Corbin[27]
  - Campeonato Intercontinental da WWE (2 vezes)[28]